# 24 novembre 1977
Le jeudi 24 novembre 1977 est le 328e jour de l'année 1977.

## Naissances
- Anton Žlogar, joueur de football slovène
- Colin Hanks, acteur américain
- danah boyd, chercher, Microsoft research
- Florencio Ramos, cycliste mexicain
- Hamid Goudarzi, acteur iranien
- Hiroaki Umeda, chorégraphe japonais
- Ioan Silviu Suciu, gymnaste roumain
- Lise Vidal (morte le 2 juillet 2021), véliplanchiste française
- Lucille Opitz, patineuse de vitesse allemande
- Milson Ferreira dos Santos, joueur de football brésilien
- Paul Béorn, écrivain français
- Raphaël Bastide, joueur de rugby espagnol
- Sabrina Draoui, réalisatrice algérienne

## Événements
- Arrivée du Rallye de Grande-Bretagne.